# Obundet slumpmässigt urval
Obundet slumpmässigt urval eller OSU, är ett sannolikhetsteoretiskt urval från en population på så sätt att varje enhet i populationen är lika sannolik att bli dragen.